# Пам'ятники Подільського району Києва
Дана стаття призначена для ознайомлення, зокрема візуального, з меморіалами, пам'ятниками, пам'ятними знаками і скульптурами в Подільському районі столиці України міста Києва, а також подання коротких відомостей про них.
Нинішній Подільський район утворився навколо історичної місцини Поділ — однієї з місцин, де починало формуватись саме́ місто; тут діяли Києво-Могилянська академія, розвивалась торгівля — вирували ярмарки, торгові ряди, Контрактовий будинок, починалось і функціонувало міське самоуправління. Са́ме тому в районі так багато пам'ятників на честь персоналій і подій української історії та культури, присвячених міським новаціям — пам'ятники Петру Сагайдачному, Магдебурзькому праву, Григорію Сковороді, пам'ятний знак першому київському трамваю тощо.
Цей правобережний район на низькому березі Дніпра відомий і іншими історичними, нерідко трагічними, подіями, що знайшли відображення в міській скульптурі:
- власне на території Подолу у дніпровських водах була охрещена Русь-Україна 988 року — тепер про це нагадує пам'ятний хрест біля входу до Іллінської церкви на вулиці Почайнинській;
- на початку XIX століття вже у Російській імперії містові було повернуто магдебурзьке право, з приводу чого спорудили колону Магдебурзького права, що власне і стала історично першим київським пам'ятником;
- 1892 року на Подолі був пущений київський трамвай, якому присвячені як пам'ятний знак на честь запуску цього виду міського транспорту, так і сам старий трамвай, встановлений на постаменті;
- у роки II Світової війни у Бабиному Яру німецько-фашистськими загарбниками були здійснені масові розстріли мирного населення — по війні на цьому місці був влаштований меморіал, встановлена низка пам'ятників і пам'ятних знаків на вічний спомин і неповторення подібної трагедії в прийдешньому;
- 1961 року сталась Куренівська трагедія, нагадуванням про яку є окремий пам'ятний знак.

Крім того у Подільському районі у формі меморіалів та пам'ятних знаків вшановано й інші події історії XX століття, в тому числі відносно недавніх років, — пам'ятний хрест Жертвам Голодомору, пам'ятний знак «Воїнам-інтернаціоналістам з Подолу, які загинули в Афганістані», Меморіал Жертв Чорнобильської катастрофи та пам'ятник Подолянам, ліквідаторам аврії на ЧАЕС (адже на території району міститься музей Чорнобильської трагедії), оригінальний пам'ятник-брила Першому намету Помаранчевої революції.
З верхнього (князівського) до нижнього (подільського) Києва веде одна з найзнаменитіших міських вулиць — Андріївський узвіз, що давно вже зажила слави київського Монмартру — місце зосередження міської культури та її провідників. І справді, популярна, як у киян, так і в туристів вулиця є скупченням великого числа історико-культурних пам'яток, закладів культури (музеїв, театрів, галерей і салонів); тут же розташовані й численні пам'ятники, зокрема й найоригінальніші в місті, — Михайлові Булгакову, Тарасові Шевченку роботи Івана Кавалерідзе, героям кінострічки «За двома зайцями» Проні Прокопівні та Свириду Голохвастову, Носу Миколи Гоголя.

## Галерея пам'ятників
Пам'ятники подаються у формі таблиці; за можливістю вказуються вихідні дані — розташування та точні географічні координати, дату встановлення, авторів, додаткові відомості тощо, наводяться фото. Всередині таблиць пам'ятники розміщені за іменами, кому або чому присвячені, а групуються за абеткою. Список є неповним і постійно редагується. До списку, зазвичай, не включаються пам'ятники (переважно бюсти) на території підприємств, натомість паркові, а також на території публічних і культових об'єктів, за можливістю, наводяться.
| Назва                                                                          | Розташування                                                                                           | Координати                                                                      | Короткі відомості | Зображення                      |
| ------------------------------------------------------------------------------ | --- | ------------------------------------------------------------------------------- | --- | ------------------------------- |
| Булгакову Михайлу                                                              | посередині Андріївського узвозу біля музею Булгакова (Андріївський узвіз, 13)                          | 50°27′38″ пн. ш. 30°30′52″ сх. д. / 50.46056° пн. ш. 30.51444° сх. д.           | Пам'ятник урочисто відкрито 19 жовтня 2007 року. Автори — заслужений художник України Микола Рапай та заслужений архітектор України В'ячеслав Дормидонтов. Пам'ятник у Києві є першим пам'ятником Михайлу Булгакову в світі. |                                 |
| Вертинському Олександру                                                        | Андріївський узвіз                                                                                     |                                                                                 | Пам'ятник урочисто відкрито 21 березня 2019 року до 130-річчя народження співака. Ініціатором створення постаменту виступив колекціонер Олександр Брей, скульптор — почесний академік Національної академії мистецтв України Борис Довгань. Вертинський зображений у його відомому сценічному образі П'єро. |                                 |
| Воїнам-інтернаціоналістам з Подолу, які загинули в Афганістані, пам'ятний знак | у скверику на розі вулиць Почайнинської та Григорія Сковороди                                          | 50°27′59″ пн. ш. 30°31′23″ сх. д. / 50.46639° пн. ш. 30.52306° сх. д.           | Встановлено і освячено 2 серпня 2008 року за ініціативи громадської організації «Союз ветеранів війни Афганістану» коштом Подільської райдержадміністрації та спонсорських внесків. Пам'ятний знак являю собою гранітну плиту заввишки 2,5 м, на якій білим кольором викарбувано імена загиблих у Афганістані жителів Подолу, в вгорі зображено караван машин, який петляє гірськими дорогами. |                                 |
| Жертвам «Бабиного яру»                                                         | Кирилівська вулиця, 109в/1                                                                             | 50°29′13.7″ пн. ш. 30°28′13.2″ сх. д. / 50.487139° пн. ш. 30.470333° сх. д.     | Пам'ятник створений за мотивами документального роману Анатолія Кузнєцова «Бабин Яр». Відкритий 29 вересня 2009 року. |                                 |
| Жертвам Голодомору, пам'ятний хрест                                            | на вулиці Почайнинській на Подолі                                                                      | 50°28′1″ пн. ш. 30°31′23″ сх. д. / 50.46694° пн. ш. 30.52306° сх. д.            | Пам'ятний хрест знаходиться на території церкви Миколи Набережного. |                                 |
| Жертвам Куренівської трагедії, пам'ятний знак                                  | біля стін трамвайного депо на Кирилівськый вулиці                                                      | 50°29′7″ пн. ш. 30°28′26″ сх. д. / 50.48528° пн. ш. 30.47389° сх. д.            | Пам'ятний знак працівникам трамвайного депо, що загинули під час виконання службових обов'язків в 1961 році через сходження селевого потоку (Куренівська трагедія). |                                 |
| Жертв Чорнобильської катастрофи, меморіал                                      | біля музею Чорнобиля на провулку Хоривому                                                              | 50°27′58.9″ пн. ш. 30°31′3.1″ сх. д. / 50.466361° пн. ш. 30.517528° сх. д.      | |                                 |
| Запорозький козак і кобзар, скульптурна група                                  | посередині вулиці Сагайдачного, перед казино «Запоріжжя»                                               | 50°27′39.4″ пн. ш. 30°31′17.94″ сх. д. / 50.460944° пн. ш. 30.5216500° сх. д.   | Виготовлено з бронзи. |                                 |
| Леніну Володимиру                                                              | на Набережно-Луговій вулиці, 8                                                                         | 50°28′38.1″ пн. ш. 30°30′18.6″ сх. д. / 50.477250° пн. ш. 30.505167° сх. д.     | Пам'ятник Володимиру Леніну встановлено на території Київського суднобудівельно-судноремонтного заводу. Погруддя діяча відлите колективом ливарного цеху в 1935 році, приховане одним з робітників заводу під час Другої світової війни та повторно встановлене у 1943 році. | Пам'ятник Володимиру Леніну     |
| Магдебурзькому праву                                                           | на схилах Набрежного шосе з боку Подільського району                                                   | 50°27′21.63″ пн. ш. 30°31′46.11″ сх. д. / 50.4560083° пн. ш. 30.5294750° сх. д. | Споруджено в 1802—08 роках на кошти киян на дніпровських схилах, біля Набережного шосе на відзнаку повернення Києву в 1797 році магдебурзького права. Автор — київський архітектор А. І. Меленський. |                                 |
| Монітор «Железняков», корабель-меморіал                                        | Парк моряків (Київ) на Рибальському острові                                                            |                                                                                 | Встановлено 6 жовтня 1967 року. Корабель виготовлено 1935 року на заводі «Ленінська кузня». |                                 |
| морякам Дніпровської військової флотилії                                       | Парк моряків (Київ) на Рибальському острові                                                            |                                                                                 | Пам'ятник відкрито 6 жовтня 1979 року. Автори — скульптори М. К. Вронський і О. П. Скобликов, архітектор І. С. Ланько. Являє собою тригранний гранітний обеліск, навколо якого — бронзові фігури моряків. Загальна висота — 14,5 м. Спершу знаходився на набережній поблизу Київського річкового вокзалу, перенесений у 2012—2013 рр. у зв'язку з реконструкцією Поштової площі. |                                 |
| Носу Миколи Гоголя                                                             | на Андріївському узвозі, 34, біля входу до мистецької галереї «Триптих»                                | 50°27′32.9″ пн. ш. 30°31′2.1″ сх. д. / 50.459139° пн. ш. 30.517250° сх. д.      | Жартівливий пам'ятник є подарунком Києву львівського скульптора Олега Дергачова — автора монументу. Встановлений при вході до мистецької галереї «Триптих» у 2006 році. |                                 |
| Івану Павлову                                                                  | на території Київської міської психіатричної лікарні імені Івана Павлова ( вулиця Кирилівська, № 103а) | 50°28′58.25″ пн. ш. 30°28′19.20″ сх. д. / 50.4828472° пн. ш. 30.4720000° сх. д. | Залізобетонне погруддя фізіолога Івана Павлова встановлене у 1952 році на цегляному прямокутному п'єдесталі і цоколі. Скульптор Іван Кавалерідзе. |                                 |
| Першому намету Помаранчевої революції                                          | на Контрактовій площі                                                                                  | 50°27′51.8″ пн. ш. 30°31′5.6″ сх. д. / 50.464389° пн. ш. 30.518222° сх. д.      | Пам'ятник Першому намету Помаранчевої революції (кін. 2004 — поч. 2005) відкрито 6 листопада 2005 року (у 1-у річницю актів громадянської непокори, відомих надалі як події Помаранчевої Революції). Задум і втілення пам'ятника належить партії «Пора», що однак спровокувало скандал у лавах само́ї партії, яка на момент встановлення не була вже єдиним цілим. Пам'ятник являє півтонну брилу з дошкою, на якій вигравірувано: «На цьому місці 6 листопада 2004 року українські студенти розгорнули перше наметове містечко Помаранчевої Революції», і за низьку художню якість вважається одним з найнедолугіших у місті. |                                 |
| Подолянам, ліквідаторам аварії на ЧАЕС, пам'ятний камінь                       | Кирилівська вулиця                                                                                     | 50°28′49.4″ пн. ш. 30°28′45.2″ сх. д. / 50.480389° пн. ш. 30.479222° сх. д.     | |                                 |
| Проні Прокопівні Сірковій та Свириду Петровичу Голохвастову                    | на початку (вгорі) Андріївського узвозу, неподалік від вулиці Михайлівської                            | 50°27′30.50″ пн. ш. 30°31′6″ сх. д. / 50.4584722° пн. ш. 30.51833° сх. д.       | Знаходиться на перетині вулиць Андріївський узвіз, Володимирська та Десятинна. Бронзову скульптурну композицію відкрито 23 серпня 1999 року, і на тепер вона є однією з найвідвідуваніших у місті, про що свідчать відпольоровані постаті персонажів комедії «За двома зайцями». Автори скульптур — скульптори Володимир Щур і Віталій Сівко. |                                 |
| Першому київському трамваю                                                     | на Поштовій площі                                                                                      | 50°27′30″ пн. ш. 30°31′33″ сх. д. / 50.45833° пн. ш. 30.52583° сх. д.           | Зведений на місці, звідки київський електричний пішов у свій перший рейс. Скульптор Юрій Кисельов, архітектор — Валерій Собцов. |                                 |
| Сагайдачному Петру                                                             | на Контрактовій площі                                                                                  | 50°27′47″ пн. ш. 30°31′6″ сх. д. / 50.46306° пн. ш. 30.51833° сх. д.            | Пам'ятник відкрито в травні 2001 року. Автори — архітектори Жаріков М. Л. та Кухаренко Р. І., скульптор Швецов В. В. за участю скульпторів Кунцевича Е. М., Крилова Б., Сидорука О. та архітектора Лосицького Ю. Г. На спорудження пам'ятника використані благодійні кошти підприємств та громадян міста Києва, а також мешканців села Кульчиці Самбірського району Львівської області. |                                 |
| Світлицького Григорія, погруддя                                                | вул. Дегтярна, 30, у дворі дому-музею художника                                                        |                                                                                 | Пам'ятник відкрито в 1972 році. Бронзове погруддя на гранітному постаменті; скульптор М. К. Вронський, архітектор В. Г. Гнєздилов. Знищено у 2012 році. |                                 |
| Січовим стрільцям, пам'ятний хрест на могилі                                   | на Замковій горі                                                                                       | 50°46′15″ пн. ш. 30°51′30″ сх. д. / 50.77083° пн. ш. 30.85833° сх. д.           | Братське поховання січових стрільців, загиблих під час бою у Крутах. За деякими даними тут поховані 14 вояків, за іншими — близько 20-30. |                                 |
| Сковороді Григорію                                                             | у сквері між Гостинним двором та Контрактовим будинком на Контрактовій площі.                          | 50°27′52″ пн. ш. 30°31′4″ сх. д. / 50.46444° пн. ш. 30.51778° сх. д.            | Пам'ятник відкрито в 1976 році, навпроти будівлі Київської академії. Бронзову статую українського мандрівного філософа Г. С. Сковороди (заввишки 5,4 м) встановлено на низькому постаменті з чорного граніту. Автори — скульптор І. П. Кавалерідзе, архітектор В. Г. Гнєздилов. |                                 |
| Сміттєвозу КО-413                                                              | на проспекті Правди, 85 (фактично на вулиці Газопровідній)                                             | 50°30′27″ пн. ш. 30°23′42″ сх. д. / 50.50750° пн. ш. 30.39500° сх. д.           | Встановлено у квітні 2004 року «на честь трудових заслуг працівників санітарної очистки України у зв'язку з 35-річчям Київспецтрансу та 10-річчям створення Української асоціації автопідприємств санітарної очистки». |                                 |
| «Старий трамвай»                                                               | біля трамвайного депо на Кирилівській вулиці                                                           | 50°29′9.01″ пн. ш. 30°28′24.24″ сх. д. / 50.4858361° пн. ш. 30.4734000° сх. д.  | Встановлений в 1986 році. З 2015 знаходиться в Дарницькому трамвайному депо, у складі ІЕРЦ Київпастранс. |                                 |
| Чехословацьким воїнам                                                          | на площі Валерія Марченка                                                                              | 50°28′56.6″ пн. ш. 30°24′19.6″ сх. д. / 50.482389° пн. ш. 30.405444° сх. д.     | Пам'ятний знак встановлено на площі Валерія Марченка з боку вулиці Івана Виговського на честь воїнів Першої чехословацької бригади під керівництвом Людвіка Свободи, які боролися за Київ у 1943 році. Архітектор Всеволод Суворов. | Пам'ятник чехословацьким воїнам |
| Шевченкові Тарасу                                                              | посередині Андріївського узвозу, при повороті на вернісажну алею                                       | 50°27′34.3″ пн. ш. 30°31′02.2″ сх. д. / 50.459528° пн. ш. 30.517278° сх. д.     | Пам'ятник розташований на Андріївському узвозі біля музею-майстерні Івана Кавалерідзе, який є його автором. Постать Тараса Шевченка зображено не канонічно — це один з небагатьох пам'ятників, де він сидить. |                                 |
| Шевченкові Тарасу                                                              | вулиця Вишгородська, біля Хати на Пріорці                                                              | 50°29′50″ пн. ш. 30°27′20″ сх. д. / 50.49722° пн. ш. 30.45556° сх. д.           | |                                 |
| на честь хрещення киян (988 р.), пам'ятний хрест                               | на Почайнинській вулиці на Подолі                                                                      | 50°27′59.9″ пн. ш. 30°31′25.9″ сх. д. / 50.466639° пн. ш. 30.523861° сх. д.     | Пам'ятний хрест знаходиться біля входу до Іллінської церкви (вул. Почайнинська, 2). |                                 |

## Виноски
1. ↑  У Києві відкрили перший в СНД пам'ятник Михайлу Булгакову (фото) // повідомлення УНІАНу за 19 жовтня 2007 року
2. ↑  Олександр Вертинський постав на Андріївському узвозі в образі П'єро (фото) // «Український інтерес» за 21 березня 2019 року
3. ↑  Звели пам'ятник воїнам-афганцям з Подолу // повідомлення за 6 серпня 2008 року на gazeta.ua (новинневий вебресурс)
4. ↑  www.inshe.org [Архівовано 27 лютого 2015 у Wayback Machine.](рос.)
5. ↑  Голодомор: Пам'ятники в Києві[недоступне посилання з червня 2019] // на Офіційний вебпортал Київської міської влади [Архівовано 4 січня 2008 у Wayback Machine.]
6. ↑  Good bye, Lenins! Обреченные памятники [Архівовано 14 липня 2014 у Wayback Machine.] (рос.)
7. 1 2  Київ: Енциклопедичний довідник / за редакцією А. В. Кудрицького. — К. : Головна редакція Української радянської енциклопедії, 1981. — 736 с., іл.
8. ↑  Після переїзду пам'ятника Героям дніпровської флотилії загубився поранений матрос. Архів оригіналу за 5 листопада 2014. Процитовано 5 листопада 2014.
9. ↑  П. М. Калугин. Памятник Павлову И. П. // Памятники российским деятелям истории и культуры в Украине. Каталог-справочник. Киев. 2008. С. 22. ISBN 978-966-8325-87-8 (рос.)
10. ↑  Андрій Рожнятовський: Ідея встановлення Пам'ятника першому намету належить «Порі». І це не PR-акція нашої партії // повідомлення за 6 листопада 2005 року на ЗІК (Західна Інформаційна Корпорація)
11. ↑  Найнедолугіші пам'ятники Києва на nashkiev.ua (рос.). Архів оригіналу за 25 червня 2009. Процитовано 3 червня 2010.
12. ↑  ua.igotoworld.com — Пам'ятник першому трамваю, Київ
13. ↑  Замкова гора: Акція до Свята Героїв
14. ↑  Киев, трамвайный вагон № 919. Городской электротранспорт. Процитовано 27 червня 2022.